# Trevor Brooking
Trevor David Brooking (ur. 2 października 1948 w Barking) – angielski piłkarz występujący na pozycji pomocnika, później trener piłkarski, ekspert mediowy i działacz związkowy w FA.

## Kariera klubowa
Prawie całą karierę klubową Brooking spędził w klubie West Ham United z Londynu, w którym występował na pozycji ofensywnego pomocnika. W latach 1967–1984 wystąpił w barwach zespołu „Młotów” 636 razy i zdobył 102 bramki. Występował w koszulce z nr 10. Dwukrotnie zdobył z klubem Puchar Anglii (1975 i 1980). W finale w roku 1980 zdobył jedynego gola w meczu przeciwko Arsenalowi strzałem głową. W 1985 roku rozegrał 5 meczów dla Cork City.

## Kariera reprezentacyjna
Brooking wystąpił w reprezentacji Anglii 47 razy, strzelając 5 goli. Jednakże w dużych turniejach zagrał tylko dwa razy po jedynie 30 minut: w meczu przeciwko Hiszpanii na Mundialu 1982 oraz przeciwko Włochom na Euro 1980.

## Późniejsza kariera
W 1984 roku, po zakończeniu kariery piłkarskiej Brooking rozpoczął pracę jako komentator i ekspert w BBC. W 2003 był przez pewien czas tymczasowym trenerem West Ham United. Obecnie Brooking jest dyrektorem ds. rozwoju w Football Association (angielski związek piłkarski). Znany jest również jako współkomentator (razem z Peterem Brackleyem) w grze komputerowej Pro Evolution Soccer.